# Вулиця Полковника Кедровського (Херсон)
Вулиця Полковника Кедровського (колишня назва — Будьонного) — вулиця, розташована в Центральному районі м. Херсона.
З'єднує Миколаївське шосе з проспектом 200-річчя Херсона. Основна забудова - житлові багатоповерхові будинки. Довжина вулиці становить 3 км 200 м.

## Опис
У будинку № 1 розташовується міський автовкзал, з якого вирушають пасажирські рейси міжобласного та міжнародного сполучення. Поруч з будівлею автовокзалу розкинутий парк "Дубки", відомий тим, що міські екологи у період з 2010 по 2015 рік вели активну кампанію проти його вирубки та забудови. 
На перетині вулиць Полковника Кедровського та Миколаївське шосе розташований міський велопарк.   